# 鋸頰天竺鯛
鋸頰天竺鯛，為輻鰭魚綱鈎頭魚目天竺鯛科的一個種，為寬條鸚竺鯛的同種異名。

## 分布
本魚分布於西大西洋區，包括美國佛羅里達州南部、加勒比海、墨西哥灣、巴西、委內瑞拉等海域。

## 深度
水深1-75公尺。

## 特徵
本魚體延長而側扁，眼大，口大略下位，頜齒細小，鋤骨和腭骨通常具齒，舌上無齒，鰓蓋骨後緣棘不發達，體被弱櫛鱗，側線明顯，背鰭2個，尾鰭叉形，魚體呈橙紅色，各鰭紅色，尾鰭叉形，體側具三條棕色縱帶，其中第三條從吻部一直延伸至尾鰭，體長可達7公分。

## 生態
本魚棲息於沙或礫石底質的珊瑚礁或岩石區，常可發現其以海葵或海綿當作庇護所，屬肉食性。繁殖期時，雄魚具有口孵習性，卵約7日化成仔魚，由雄魚吐出，具短暫的仔魚飄浮期。

## 經濟利用
不具任何經濟價值。

## 外部連結
- Froese, R. & Pauly, D. (eds.) (2011). Apogon quadrisquamatus. FishBase. Version 2011-12.
- 鋸頰天竺鯛的图片